# Theridion quadripapulatum
Theridion quadripapulatum là một loài nhện trong họ Theridiidae.
Loài này thuộc chi Theridion. Theridion quadripapulatum được Tord Tamerlan Teodor Thorell miêu tả năm 1895.